# Lijst van schilderijen in het Rijksmuseum Amsterdam/Pn-Pz
Lijst van schilderijen in het Rijksmuseum Amsterdam met werken van schilders van wie de achternaam begint met de letters Pn t/m Pz. Vermeldingen in het grijs geven aan dat het werk geen deel meer uitmaakt van de collectie van het Rijksmuseum, bijvoorbeeld omdat het in bruikleen gegeven is aan een andere instelling of omdat het teruggegeven is aan de bruikleengever.
| Inventarisnummer | Toeschrijving                                   | Titel | Datering      | Afbeelding |
| ---------------- | ----------------------------------------------- | --- | ------------- | ---------- |
| SK-A-1755        | Egbert Lievensz. van der Poel                   | Vismarkt bij avond | 1640-1664     |            |
| SK-A-308         | Egbert Lievensz. van der Poel                   | Een boerendeel | 1646          |            |
| SK-A-309         | Egbert Lievensz. van der Poel                   | Het springen van de kruittoren in Delft, 12 oktober 1654                                                                                           | 1654-1660     |            |
| SK-A-117         | Toegeschreven aan Egbert Lievensz. van der Poel | Portaal in een traptoren met een afdalende man, vermoedelijk de situatie vlak voor de aanslag op prins Willem I in het Prinsenhof te Delft         | 1640-1664     |            |
| SK-A-4825        | Cornelis van Poelenburch                        | Italianiserend landschap met een oudtestamentisch onderwerp                                                                                        | Ca. 1620-1627 |            |
| SK-A-313         | Cornelis van Poelenburch                        | Nimfen door saters bespied | 1627          |            |
| SK-A-310         | Cornelis van Poelenburch                        | Badende mannen | 1646          |            |
| SK-A-311         | Cornelis van Poelenburch                        | Badende meisjes | 1646          |            |
| SK-A-312         | Cornelis van Poelenburch                        | De verdrijving uit het paradijs | 1646-1667     |            |
| SK-A-1118        | Pieter-Frans Poelman                            | Het stadhuis te Oudenaarde | 1824          |            |
| SK-A-3603        | Geo Poggenbeek                                  | Kalveren in een boomgaard | 1873-1898     |            |
| SK-A-4106        | Geo Poggenbeek                                  | Boomgaard | 1873-1903     |            |
| SK-A-3000        | Geo Poggenbeek                                  | De wilg | 1873-1903     |            |
| SK-A-3002        | Geo Poggenbeek                                  | Kalfje, zwart en wit gevlekt | 1873-1903     |            |
| SK-A-3003        | Geo Poggenbeek                                  | Koe | 1873-1903     |            |
| SK-A-3001        | Geo Poggenbeek                                  | Bloeiende bomen in een boomgaard | 1873-1903     |            |
| SK-A-3604        | Geo Poggenbeek                                  | Landschap met een vaart | 1873-1903     |            |
| SK-A-3605        | Geo Poggenbeek                                  | Dorpsgezicht | 1881          |            |
| SK-A-2999        | Geo Poggenbeek                                  | Landhuizen aan een weg, waarachter een hoge berg (Innsbruck?)                                                                                      | Ca. 1882      |            |
| SK-A-2708        | Geo Poggenbeek                                  | Slootrand met eenden bij een eendenkorf | 1884          |            |
| SK-A-1564        | Geo Poggenbeek                                  | Sloot met wilgen | 1890          |            |
| SK-A-2998        | Geo Poggenbeek                                  | Gezicht op Dinant | Ca. 1895-1896 |            |
| SK-A-3866        | Bastiaan de Poorter                             | Portret van Hendrik André Cornelis Tierens | 1852          |            |
| SK-C-1564        | Bastiaan de Poorter                             | Portret van Huibert Gerard Baron Nahuys van Burgst                                                                                                 | 1852          |            |
| SK-A-3867        | Bastiaan de Poorter                             | Portret van Johanna Maria Parvé | 1857          |            |
| SK-A-757         | Willem de Poorter                               | De afgoderij van koning Salomo | 1630-1648     |            |
| SK-A-3111        | Jan Porcellis                                   | Vissersboten in onrustig water | 1630          |            |
| SK-A-3415        | Omgeving van Pordenone                          | Judith met het hoofd van Holofernes | 1500-1539     |            |
| SK-A-3414        | Omgeving van Pordenone                          | Maria met kind | 1525-1550     |            |
| SK-A-4167        | Christiaan Julius Lodewijk Portman              | Portretten van Anthonie van der Hout en Maria Christina Nijssen                                                                                    | 1826          |            |
| SK-A-4168        | Christiaan Julius Lodewijk Portman              | Portretten van Anthonie van der Hout en Maria Christina Nijssen                                                                                    | 1826          |            |
| SK-A-1119        | Christiaan Julius Lodewijk Portman              | Een oude man in zeventiende-eeuws kostuum | 1830-1868     |            |
| SK-C-203         | Christiaan Julius Lodewijk Portman              | De prinses van Oranje ontvangt Alexander II, grootvorst en troonopvolger van Rusland, in het Czaar Peterhuisje te Zaandam, 17 april 1839           | 1839-1840     |            |
| SK-A-4271        | Frans Post                                      | Gezicht op het eiland Itamaraca | 1637          |            |
| SK-C-1219        | Frans Post                                      | Landschap in Brazilië | 1652          |            |
| SK-A-3224        | Frans Post                                      | Landschap in Brazilië | 1652          |            |
| SK-A-1486        | Frans Post                                      | Braziliaans landschap met het dorp Igaraçú | 1659          |            |
| SK-A-742         | Frans Post                                      | Gezicht op Olinda, Brazilië | 1662          |            |
| SK-A-1585        | Frans Post                                      | Landschap in Brazilië | Ca. 1665-1669 |            |
| SK-A-2333        | Frans Post                                      | Braziliaans landschap | 1670-1680     |            |
| SK-A-2334        | Frans Post                                      | Landschap bij de rivier Senhor de Engenho in Brazilië                                                                                              | 1670-1680     |            |
| SK-A-4272        | Frans Post                                      | Braziliaans dorp | 1675-1680     |            |
| SK-A-4273        | Frans Post                                      | Het huis van een Hollandse kolonist in Brazilië | 1675-1680     |            |
| SK-A-2135        | Hendrik Gerritsz. Pot                           | Portret van een man gekleed als herder | Ca. 1630-1645 |            |
| SK-A-3301        | Hendrik Gerritsz. Pot                           | Portret van een vrouw | 1638          |            |
| SK-A-1268        | Hendrik Pothoven                                | Portret van Harmen Hendrik van de Poll | 1749          |            |
| SK-C-1475        | Hendrik Pothoven                                | Portret van Petrus Bliek met zijn vrouw Cornelia Drost                                                                                             | 1771          |            |
| SK-A-663         | Toegeschreven aan Hendrik Pothoven              | Portret van Pieter Meijer | 1750-1781     |            |
| SK-A-315         | Paulus Potter                                   | Herdershut | 1645          |            |
| SK-C-205         | Paulus Potter                                   | Twee paarden in de wei bij een hek | 1649          |            |
| SK-A-316         | Paulus Potter                                   | De berenjacht | 1649          |            |
| SK-A-317         | Paulus Potter                                   | Orpheus en de dieren | 1650          |            |
| SK-C-206         | Paulus Potter                                   | Vier koeien in de wei | 1651          |            |
| SK-C-279         | Paulus Potter                                   | Een patrijshond | 1653          |            |
| SK-A-711         | Paulus Potter                                   | Koeien in de wei bij een boerderij | 1653          |            |
| SK-A-318         | Naar Paulus Potter                              | Herders met hun vee | 1651          |            |
| SK-A-3338        | Pieter Potter                                   | Musicerend gezelschap in een interieur | 1630          |            |
| SK-A-3473        | Pieter Potter                                   | Perseus en Andromeda: Allegorie op de bevrijding van de Nederlanden door prins Frederik Hendrik                                                    | 1642          |            |
| SK-C-204         | Pieter Potter                                   | Vanitasstilleven | 1646          |            |
| SK-A-2790        | Hendrik Potuyl                                  | Stilleven in een stal | 1639-1649     |            |
| SK-A-3339        | Hendrik Potuyl                                  | Een huisvrouw op een binnenplaatsje bij het schoonmaken van vis                                                                                    | 1639-1649     |            |
| SK-A-3065        | Toegeschreven aan Frans Pourbus (I)             | Portret van een ridder in de orde van Calatrava, vermoedelijk van het geslacht Sorias of Soreau (Sorel)                                            | 1555-1581     |            |
| SK-A-870         | Atelier van Frans Pourbus (II)                  | Portret van Maria de' Medici | 1590-1620     |            |
| SK-A-507         | Atelier van Frans Pourbus (II)                  | Portretten van Philips III, koning van Spanje, en Margaretha van Oostenrijk                                                                        | Ca. 1600      |            |
| SK-A-508         | Atelier van Frans Pourbus (II)                  | Portretten van Philips III, koning van Spanje, en Margaretha van Oostenrijk                                                                        | Ca. 1600      |            |
| SK-A-509         | Atelier van Frans Pourbus (II)                  | Portretten van Albrecht VII, aartshertog van Oostenrijk, en Isabella Clara Eugenia van Habsburg                                                    | Ca. 1600      |            |
| SK-A-510         | Atelier van Frans Pourbus (II)                  | Portretten van Albrecht VII, aartshertog van Oostenrijk, en Isabella Clara Eugenia van Habsburg                                                    | Ca. 1600      |            |
| SK-A-167         | Pieter Pourbus                                  | Portret van een jonge geestelijke | 1535-1584     |            |
| SK-A-962-C       | Toegeschreven aan Pieter Pourbus                | Twee vleugels van een drieluik, met de portretten van een man en een vrouw, respectievelijk vergezeld van Johannes de Doper en de heilige Adrianus | 1530-1550     |            |
| SK-A-1120        | Johannes Huibert Prins                          | Gefantaseerd stadsgezicht met Romaanse kerk | 1793          |            |
| SK-A-4274        | Cornelis Pronk                                  | Zelfportret | 1710-1730     |            |
| SK-A-1824        | Albert Jurardus van Prooijen                    | Landschap met veedrijver | 1864          |            |
| SK-C-872         | Jan Provoost                                    | Drieluik met Maria en kind | Ca. 1505-1525 |            |
| SK-A-2570        | Jan Provoost                                    | Drieluik met Maria en kind | Ca. 1505-1525 |            |
| SK-C-871         | Jan Provoost                                    | Tronende Maria en Christus, met Sint-Hiëronymus, Johannes de Doper en een kartuizer monnik                                                         | Ca. 1510      |            |
| SK-A-2569        | Jan Provoost                                    | Tronende Maria en Christus, met Sint-Hiëronymus, Johannes de Doper en een kartuizer monnik                                                         | Ca. 1510      |            |
| SK-C-1126        | Pierre-Paul Prud'hon                            | Portret van Rutger Jan Schimmelpenninck en zijn gezin                                                                                              | 1801-1802     |            |
| SK-A-3097        | Pierre-Paul Prud'hon                            | Portret van Rutger Jan Schimmelpenninck en zijn gezin                                                                                              | 1801-1802     |            |
| SK-A-1295        | Pieter de Putter                                | Stilleven met vissen | 1630-1659     |            |
| SK-A-2160        | Christoffel Puytlinck                           | Stilleven met vlees en dode vogels | 1660-1671     |            |
| SK-A-1452        | Christoffel Puytlinck                           | Dode hanen | 1671          |            |
| SK-A-3510        | Jacob Pynas                                     | De ontmoeting van Jacob en Ezau | Ca. 1610-1620 |            |
| SK-A-1586        | Jan Symonsz. Pynas                              | Paulus en Barnabas te Lystra door het volk als goden vereerd                                                                                       | 1628          |            |
| SK-A-1626        | Jan Symonsz. Pynas                              | Aäron verandert het water van de rivier in bloed                                                                                                   | 1610          |            |